# Eduardo Gonzalez Gallarza

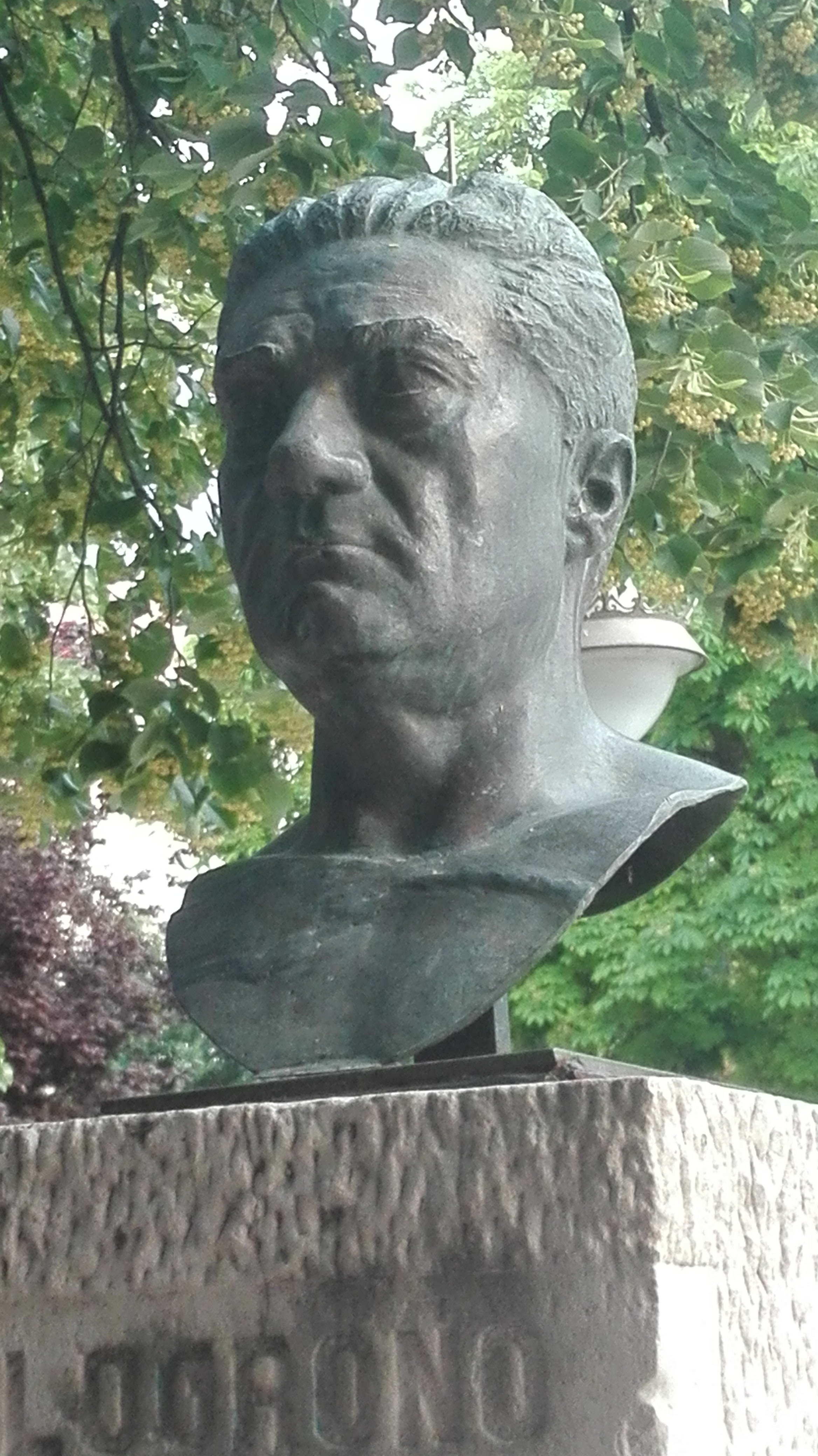
Busto di Eduardo González Gallarza a Logroño

Eduardo González-Gallarza Iragorri (Logroño, 18 aprile 1898 – Madrid, 24 maggio 1986) è stato un militare e aviatore spagnolo.

## Biografia
Eduardo González-Gallarza Iragorri nasce da una famiglia di tradizioni militari: suo padre Cruz Gonzalez Iragorri, è stato colonnello dell'infanteria che occupò la carica di governatore politico-militare e capo della Guardia Civile Veterana della provincia di San Fernando nelle Filippine.
A quindici anni Eduardo Gonzalez entrò a far parte dell'Accademia dell'Infanteria di Toledo, e fu destinato in Marocco con la carica di alfiere. Nel 1920, essendo tenente, entrò alla Scuola d'Aviazione Militare.

### Aviatore
Nel 1923, come capitano, fu professore nella scuola di volo Cuatro Vientos. Partecipò a diverse campagne militari nella guerra in Marocco, dove venne ferito a Tétouan, e gli viene assegnata la Croce Laureata di San Ferdinando, massimo riconoscimento militare di Spagna, usata per premiare il valore eroico. Nel 1925 gli è stata conferita la Medaglia Militare Individuale.
Con i capitani Joaquín Loriga Taboada e Rafael Martínez Esteve formò la Squadriglia Elcano, che realizzò il volo tra Madrid e Manila il 5 aprile del 1926. La squadriglia era formata da tre aerei Breguet 19 e sorvolarono in 39 giorni i 17.500 km che separano le due città. Furono accolti come eroi dalla popolazione e dalle autorità filippine. L'Università Cattolica di Santo Tomas gli concesse il titolo di ingegnere honoris causa. Al ritorno venne promosso comandante.
Durante la dittatura di Miguel Primo de Rivera, nel 1928, venne nominato "assistente" di re Alfonso XIII, che accompagnò nel suo viaggio in esilio nel 1931, insieme agli altri due assistenti, uno dei quali era Martin Alonso. Successivamente partecipò a due tentativi di circumnavigare il mondo, entrambi falliti, con Ramon Franco. Il primo fu ad agosto del 1928 a bordo del Dornier Super Wal Numancia, ed il secondo nel 1929 con un Dornier Wal. In quest'ultimo dovettero effettuare un ammaraggio vicino alle Azzorre, smarrendosi per 8 giorni fino a quando non sono stati salvati da una portaerei britannica.
Durante la guerra civile spagnola è stato con l'esercito ribelle contro la Repubblica, dove si distinse come capo del gruppo e squadra di bombardamento.

### Franchismo
Dopo la vittoria degli insorti, ha servito come capo di stato maggiore, salendo di grado nel 1941 a generale di brigata e  nel 1945 a generale di divisione, per essere nominato infine, il 20 luglio, ministro dell'Aeronautica del governo franchista, dove rimase sino al 25 febbraio 1957, quando è stato rimosso. È il primo ministro d'aviazione a provenire dall'aeronautica militare e ad essere pilota. In questo periodo promosse la creazione di infrastrutture aeree, sia militari che civili, come la creazione della Scuola Militare di Paracadutismo, l'assegnazione all'aviazione spagnola di un servizio di ricerca e salvataggio e l'istituzione nel 1951 del poligono di tiro di Bardenas in Navarra.
Durante il suo mandato, il più lungo di un Ministro d'Aviazione, l'esercito d'aviazione passò dagli aerei ereditati dalla guerra civile ad aerei a reazione, grazie al patto di difesa reciproca firmata con gli Stati Uniti d'America.
Dopo essere stato a capo della Región Aérea del Estrecho, e poi della Central, passò alla situazione B nel 1964 ed alla riserva il 18 aprile 1968.

## Scritti
- Studio e realizzazione del volo Madrid-Manila.

## Onorificenze
- C.E.I.P. “Eduardo González Gallarza” de Lardero (La Rioja).
- Strada (Via) Capitán González-Gallarza en Logroño Capital, La Rioja.